# Черкесов, Леонид Ильич
Леонид Ильич Черкесов (род. 13 августа 1966, Торханы, Шумерлинский район, Чувашская АССР, РСФСР, СССР) — российский государственный и муниципальный деятель; Председатель Государственного Совета Чувашской Республики, Секретарь регионального отделения партии «Единая Россия». Врач-хирург, кандидат медицинских наук. Заслуженный врач Чувашской Республики.

## Биография

### Образование
- Ходарская средняя школа[2]
- Чувашский государственный университет имени И. Н. Ульянова, медицинский факультет, специальность «Лечебное дело»[2] (закончил в 1989 году)
- С 1989 по 1991 годы — клиническая ординатура на кафедре госпитальной хирургии ЧГУ им. И. Н. Ульянова[2].
- Кандидат медицинских наук (2002, тема диссертации: «Влияние магнитно-лазерной терапии на активность ксантиноксидазы у больных острыми хирургическими заболеваниями органов брюшной полости (экспериментально-клиническое исследование)»[3]).
- Волго-Вятская академия государственной службы при Президенте Российской Федерации (2005)[4][5].

### Карьера
- 1989 — фельдшер в поликлинике Чебоксарского агрегатного завода[5]
- 1991 — врач-хирург хирургического отделения Больницы скорой медицинской помощи.
- С 2002 года по 2010 — главный врач МУЗ «Городская больница № 7».
- C 2005 по 2010 год являлся депутатом Чебоксарского городского Собрания депутатов 4-го созыва.
- В июне 2010 года назначен главным врачом МУЗ «Новочебоксарская городская больница»[4].
- 10 октября 2010 года избран депутатом Чебоксарского городского Собрания депутатов 5-го созыва от избирательного округа № 10. Являлся секретарём Чебоксарского городского Собрания депутатов, членом постоянных комиссий по развитию города, строительству, архитектуре и землепользованию; по социальному развитию и экологии.
- 19 октября 2010 года избран главой города Чебоксары — председателем Чебоксарского городского Собрания депутатов.
- Председатель Правления Совета муниципальных образований Чувашской Республики.
- 28 сентября 2015 года избран главой города Чебоксары — председателем Чебоксарского городского Собрания депутатов шестого созыва[4].
- Врач высшей квалификационной категории.
- 18 сентября 2016 года избран депутатом Государственной Думы Федерального Собрания Российской Федерации VII созыва по Чебоксарскому одномандатному избирательному округу № 38 (Республика Чувашия) от партии «Единая Россия».[6]
- 4 октября 2016 года на внеочередном заседании Чебоксарского городского Собрания депутатов Леонид Черкесов досрочно сложил с себя полномочия главы города Чебоксары — председателя Чебоксарского городского Собрания депутатов. Временной исполняющей полномочия главы города Чебоксары — председателя Чебоксарского городского Собрания депутатов стала Ирина Всеволодовна Клементьева[7].
- С сентября 2016 года по сентябрь 2021 года – депутат Государственной Думы Федерального Собрания Российской Федерации седьмого созыва.
- 19 сентября 2021 года избран депутатом Государственного Совета Чувашской Республики седьмого созыва по единому избирательному округу от Чувашского регионального отделения Всероссийской политической партии «ЕДИНАЯ РОССИЯ» (общереспубликанская часть).
- 29 сентября 2021 года избран Председателем Государственного Совета Чувашской Республики.
- 14 июля 2022 года избран секретарем Чувашского регионального отделения Всероссийской политической партии «ЕДИНАЯ РОССИЯ».

### Общественная деятельность
- Член партии «Единая Россия»,  Секретарь регионального отделения партии «Единая Россия».
- Председатель Совета Региональной общественной организации «Ассамблея представителей народов, проживающих на территории Чувашской Республики»
- Член Президиума Ассоциации по улучшению состояния здоровья и качества жизни населения «Здоровые города, районы и поселки»[4].

## Награды, звания
- В 1999 году по результатам республиканского конкурса признан «Лучшим хирургом Чувашской Республики»
- 2008[5] — Заслуженный врач Чувашской Республики
- Награждён медалью Всероссийской общественной организации ветеранов войны и военной службы к 65-летию Великой Победы.
- Награжден орденом «За заслуги перед Чувашской Республикой»[8]
- Награждён медалью ордена «За заслуги перед Чувашской Республикой»[5]
- Награждён медалью «За заслуги перед городом Чебоксары» (2016)[7].

## Семья
Женат, у него двое детей: дочь и сын.

## Интересные факты
Победитель Всероссийского конкурса «Открытый муниципалитет» 2013 года в номинации «Самый открытый глава муниципального образования».